# Jurisprudência do direito canônico católico
A jurisprudência do direito canônico católico é o conjunto de teoria jurídica, tradições e princípios de interpretações do direito canônico católico. Na Igreja Latina, a jurisprudência do direito canônico foi iniciada por Graciano na década de 1140 em seu escrito Decretum. No direito canônico católico oriental das Igrejas Católicas Orientais, Fócio ocupa um lugar semelhante ao de Graciano no Ocidente.
Muito do estilo do direito canônico atual da Igreja foi adaptado do direito romano, especialmente do Corpus Juris Civilis. Isso faz com que os tribunais eclesiásticos católicos sigam o estilo do direito romano da Europa continental, com algumas variações. Após a queda do Império Romano e até o renascimento do direito romano no século XI, o direito canônico foi a mais importante força unificadora entre os sistemas locais na tradição do direito civil. Os canonistas introduziram na Europa pós-romana o conceito de uma lei superior de justiça suprema, acima da lei temporária e momentânea do Estado secular.
A Igreja Católica desenvolveu o sistema inquisitorial na Idade Média. Este sistema judicial apresenta painéis colegiados de juízes e um procedimento investigativo em contraste com o sistema adversarial encontrado no direito comum da Inglaterra e de muitas das suas antigas colônias, que utiliza conceitos como júris e juízes individuais.
As instituições e práticas do direito canônico andaram juntas com o desenvolvimento jurídico de boa parte da Europa e, consequentemente, tanto o direito civil moderno como o direito comum (o direito canônico teve uma influência significativa no desenvolvimento do sistema de equidade na Inglaterra) sofreram influências do direito canônico. Por exemplo, a investigação em jurisdições de direito comum ocorreu em parte devido à influência do direito canônico nos tribunais de equidade. Edson Luiz Sampel, especialista brasileiro em direito canônico, afirma que o direito canônico está contido na gênese de vários institutos de direito civil, como o direito da Europa continental e dos países latino-americanos. Sampel explica que o direito canônico tem influência significativa na sociedade contemporânea.